# スピナーズ
ザ・スピナーズ（The Spinners）はアメリカ合衆国デトロイト出身のヴォーカル・グループ。1954年結成。フィラデルフィア・ソウル（フィリー・ソウル）およびファンキー・ディスコの代表的グループのひとつとして知られ、アトランティック・レコード時代には、トム・ベルのプロデュースにより多くのヒットを放ち、R&Bチャートだけでなく全米ポップ・チャートにものぼる人気を獲得した。
2000年代以降、オリジナルメンバーが相次いで他界、中心人物のヘンリー・ファンブロウも2024年に他界した為、現在は2020年に加入した、C.J.ジェファーソンが中心となり、活動を続けている。

## ディスコグラフィ

### 代表曲
- イッツ・ア・シェイム（It's a Shame） - 全米#14、全米R&B#4
- いつもあなたと（アイル・ビー・アラウンド I'll Be Around） - 全米#3、全米R&B#1。もとは『気をきかせてよ（How Could I Let You Get Away）』のB面であったが、こちらのほうがヒットした。
- フィラデルフィアより愛をこめて（クッド・イット・ビー・アイム・フォーリン・イン・ラブ Could It Be I'm Falling in Love） - 全米#4、全米R&B#1
- 愛のめぐり逢い（ゼン・ケイム・ユー Then Came You） - 「ディオンヌ・ワーウィック&スピナーズ」名義。全米#1、全米R&B#2
- ゲームズ・ピープル・プレイ（Games People Play） - 全米#5、全米R&B#1
- ラバー・バンド・マン（The Rubberband Man） - 全米#2、全米R&B#1
- ワーキング（Working My Way Back to You） - 全米#2、全米R&B#6。フォー・シーズンズの『君のもとへ帰りたい』のカバー。
- キューピッド（Cupid） - 全米#4、全米R&B#5。サム・クックのカバー。

### アルバム
レーベルはいずれもオリジナル盤準拠。現行の日本盤はユニバーサルミュージック ジャパンおよびワーナーミュージック・ジャパンから発売（邦題のない作品は輸入盤のみ）。
モータウン
- 1967年 ジ・オリジナル・スピナーズ（The Original Spinners）

モータウンV.I.P.
- 1970年 セカンド・タイム・アラウンド（2nd Time Around）

アトランティック
- 1973年 フィラデルフィアより愛をこめて（Spinners）
- 1974年 マイティ・ラヴ（Mighty Love）
- 1974年 新しき夜明け（New and Improved）
- 1975年 フィラデルフィアの誇り（Pick of the Litter）
- 1976年 ハピネス（Happiness Is Being With the Spinners）
- 1977年 イエスタデイ、トゥデイ・アンド・トゥモロウ （Yesterday, Today & Tomorrow）
- 1977年 Spinners 8
- 1979年 From Here to Eternally
- 1979年 Dancin' and Lovin
- 1980年 ラヴ・トリッピン（Love Trippin'）
- 1981年 Labor of Love
- 1982年 Can't Shake This Feelin'
- 1982年 Grand Slam
- 1984年 Cross Fire

ミラージュ・レコード
- 1985年 Lovin' Feelings

ヴォルト
- 1989年 Down to Business